# 234P/LINEAR
234P/LINEAR, komet Jupiterove obitelji